# Tipula (Nobilotipula) nobilis
Tipula (Nobilotipula) nobilis is een tweevleugelige uit de familie langpootmuggen (Tipulidae). De soort komt voor in het Nearctisch gebied.